# Ligament radio-scapho-lunaire
 (septembre 2022).
 
Le ligament radio-scapho-lunaire (ou ligament de Testut) est un ligament extrinsèque du carpe. Il s'insère sur le radius, sur l'os scaphoïde et l'os lunatum.

## Aspect clinique
La rupture du ligament radio-scapho-lunaire et du ligament interosseux scapho-lunaire entraîne une dissociation de l'os scaphoïde et de l'os lunatum.